# 세라 로런스 칼리지
세라 로런스 칼리지(영어: Sarah Lawrence College)는 미국 뉴욕주 웨스트체스터 군 용커스에 위치한 사립 리버럴 아츠 칼리지이다. 1926년 설립되었다.
세라 로런스 칼리지는 낮은 학생 대 교수 비율과 개인 특화적인 교과과정으로 널리 알려져 있다. 교원이 학생을 1대1로 지도하는 개인 지도 제도를 학업 전반에서 시행하고 있다. 또한 학문을 강조하며 특히 인문학과 공연 예술, 글짓기를 중요시 여긴다. 2018년 《U.S. 뉴스 & 월드 리포트》의 미국 리버럴 아츠 칼리지 순위에서 53위를 기록했고, 《프린스턴 리뷰》에서는 미국 내에서 최고의 수업 경험을 제공하는 고등 교육 기관으로 뽑혔다.

## 역사
세라 로런스 칼리지는 부동산 갑부인 윌리엄 밴 듀저 로런스가 웨스트체스터 군에 있던 그의 땅에 세웠으며, 이름은 그의 아내인 세라 베이츠 로런스의 이름에서 따왔다. 최초 설립 목적은 여성들에게 예술과 인문학을 가르치기 위함이었다. 초창기 교육 과정은 생산적인 여가에 목적을 두었으며 학생들은 매주 모델 활동이나 속기, 타자, 화장, 정원 가꾸기 등으로 8시간을 일해야 했다. 옥스퍼드 대학교의 개인 지도 제도를 본따 낮은 학생 대 교수 비율과 교수가 학생들을 개인적으로 지도하는 개인 독립 연구 과제를 합친 교육 방식을 추구했고 이는 오늘날까지도 이어지고 있다. 세라 로런스 칼리지는 미국 내에서 예술을 향한 정밀한 접근법을 진보주의 교육의 원칙들에 포함시킨 최초의 리버럴 아츠 칼리지였다.
1945년부터 1959년까지 세라 로런스 칼리지의 총장이었던 해럴드 테일러는 학교에 큰 영향을 끼쳤다. 서른 살에 총장이 된 해럴드 테일러는 교육학자인 존 듀이와 친한 관계를 유지했고, 존 듀이의 교육 방식을 세라 로런스 칼리지에 도입시키려 힘썼다. 해럴드 테일러는 일생동안 개인 특화적이고, 현대적이고, 고등 교육을 향한 정밀한 접근을 근간으로 하는 교육의 가능성으로 세라 로런스 칼리지에서의 성공을 예시로 들며 미국에서 교육 개혁을 요구했다. 1960년대에 학교 부지를 옮기고 프린스턴 대학교와 합병하자는 제안이 있었으나 독립적인 학교로 남기로 결정했고, 1968년부터는 혼성교육을 실시했다.

## 교육
세라 로런스 칼리지의 학생들은 창조 예술 분야(글짓기, 음악, 무용, 연극, 조형 예술 등)와 역사 및 사회과학 분야(인류학, 경제학, 정치학, 사회학 등), 인문학 분야(아시아학, 예술사학, 영화학, 언어학, 문학, 철학, 종교학 등), 자연과학 및 수학 분야(생물학, 화학, 물리학, 컴퓨터 과학, 수학)의 네 분야에서 다양한 수업을 듣는다. 수업은 토론식 수업으로 이루어지며 학생들은 소규모의 적극적인 토론과 교수들의 개인 지도를 통해 배운다. 학생별로 개인 지도 교수가 배정되며, 개인 지도 교수는 학생들이 공부 계획을 짜는 것을 도와주고 학업을 지도한다. 대부분의 수업은 토론식 수업과 회의로 이루어져 있고, 토론식 수업은 최대 15명으로 제한돼 있으며, 교수와 함께 하는 회의에서 학생들은 수업 내용을 확장하고 개인 관심사와 연관짓는 개인 과제를 수행한다. 세라 로런스 칼리지에는 필수 과목들이 없고, 주로 과제물로 시험을 대신한다.

### 순위
2007년에 세라 로런스 칼리지의 전 총장인 미셸 마이어스가 《워싱턴 포스트》에 대학 순위를 비판하는 글을 썼고, 미국의 일부 교육자들은 대학 입학 과정에서 대학 순위의 영향에 의문을 던지기 시작했다. 세라 로런스 칼리지는 2003년에 신입생을 모집할 때 SAT 성적을 반영하지 않았고, 대학 순위를 조사하는 《U.S. 뉴스 & 월드 리포트》에 보낼 SAT 점수가 없었다. 이 결정을 두고 마이어스는 세라 로런스 칼리지는 글짓기를 강조하는 학교이고, SAT 점수가 알려주는 정보는 학생이 학교에서 어떻게 할 것인가를 예측하는 데 약간의 도움이 되나 비싼 수업을 감당할 수 있는 사람들에게만 유리한 편향적인 입시를 만든다고 말했다. 마이어스는 또한 이 정책의 결과로 《U.S. 뉴스 & 월드 리포트》측이 SAT 점수를 제공하지 않는다면 점수를 인위적으로 만들어낼 것이라고 알려왔다고 밝혔고, 《U.S. 뉴스 & 월드 리포트》에 계속 정보를 보내지 않기로 결정하면 대학 순위는 인위적으로 내려갈 것이라고 말했다. 2007년 6월 19일 세라 로런스 칼리지는 다른 대학 총장들을 대상으로 《U.S. 뉴스 & 월드 리포트》의 조사의 '평판 조사'에 참여하지 말아줄 것을 요청하는 다른 대학들과 함께 할 것이라고 밝혔다.

## 저명한 동문
세라 로런스 칼리지의 저명한 동문으로는 미국의 영화 감독 브라이언 드 팔마, 패션 디자이너 베라 왕, 예술가 오노 요코, 미국의 정치인 람 이매뉴얼, 영화 제작자 J. J. 에이브럼스 등이 있다.